# Delias nigrina
Delias nigrina is een vlindersoort uit de familie van de Pieridae (witjes), onderfamilie Pierinae.
Delias nigrina werd in 1775 beschreven door Fabricius.